# Heckler & Koch MP5
L'MP5 (abreviatura de Maschinepistole 5) és un subfusell de calibre 9 mm de disseny alemany, desenvolupat durant els anys 1960 per un equip d'enginyers del fabricant d'armes Heckler & Koch (H&K) d'Oberndorf am Neckar, a Alemanya Occidental.
L'MP5 és un dels subfusells més utilitzats arreu del món, és utilitzat en més de 40 països en diversos exèrcits i cossos de seguretat.
A la dècada de 1990 Heckler & Koch va desenvolupar un model com a successor de l'MP5 anomenat Heckler & Koch UMP. A data de 2013 ambdós models es troben encara en producció.

## Variants
- HK54: El model original produït a principis dels anys 1960. Acabat gris brillant i carregadors rectes.
- MP5: versió modificada de l'HK54 introduïda el 1966. Acabat en color negre mat. Els millorats carregadors corbats es van introduir el 1977.
- MP5K: Versió més curta (Kurz en alemany) creada el 1976. Tenia un canó escurçat d'11,4 cm.
- MP5SD: Un model d'MP5 amb silenciador integrat, fabricat a partir del 1974.
- MP5/10: Versió adaptada per disparar munició 10mm Auto, produïda del 1992 a l'any 2000.
- MP5/40: Versió adaptada per disparar munició .40 S&W, produïda del 1992 a l'any 2000.

## Galeria

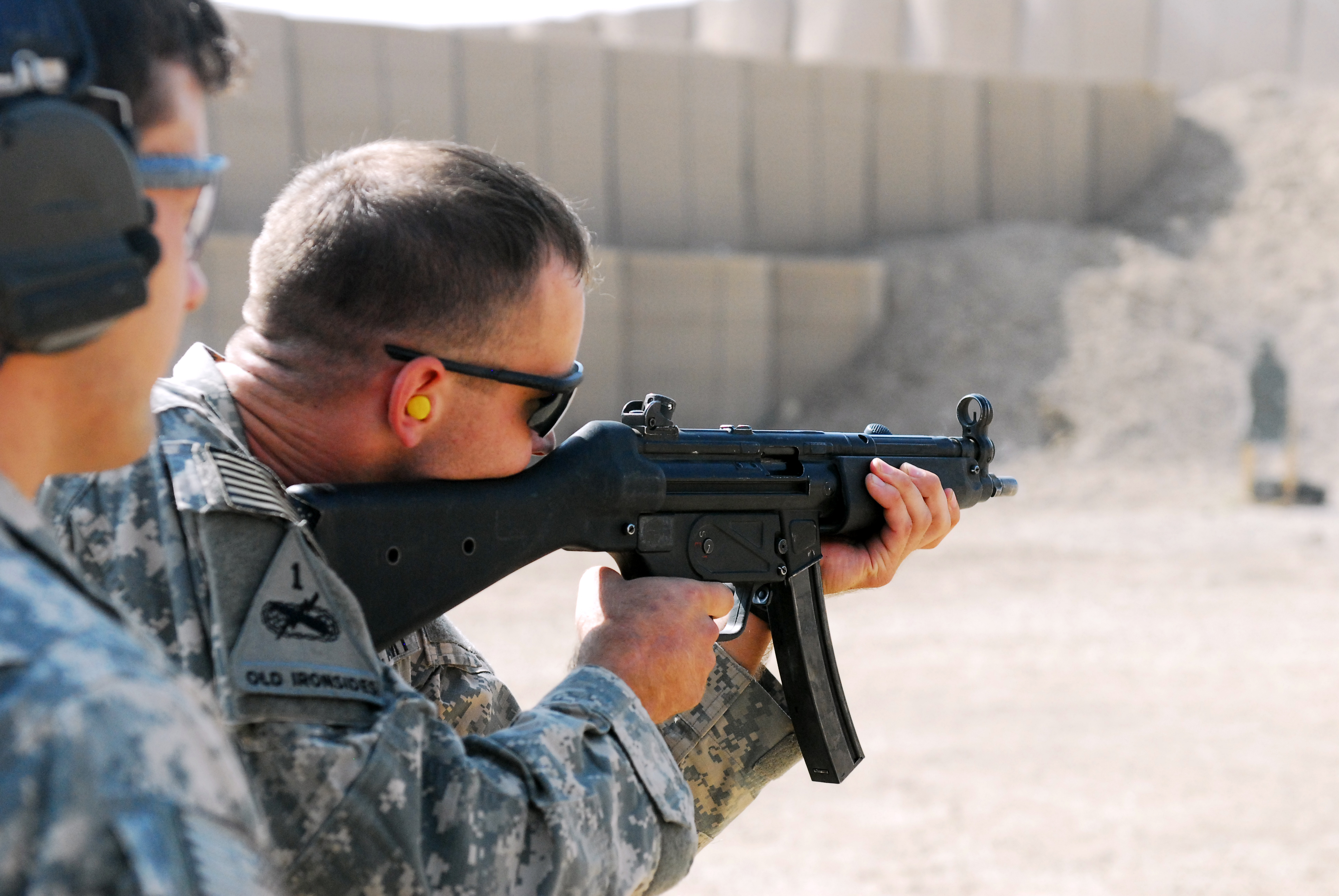
Pràctica de tir amb una MP5
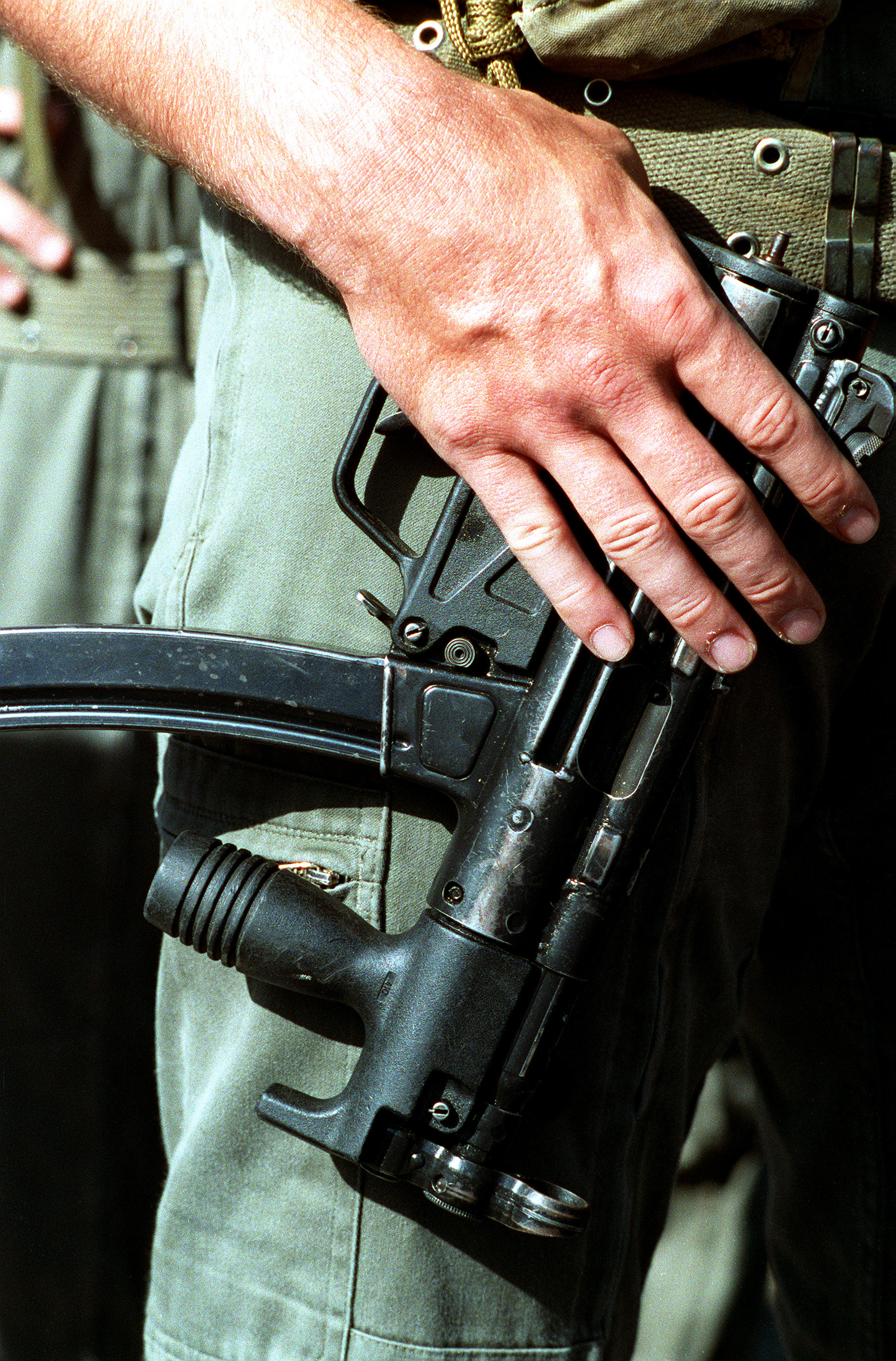
Soldat francès amb una MP5K
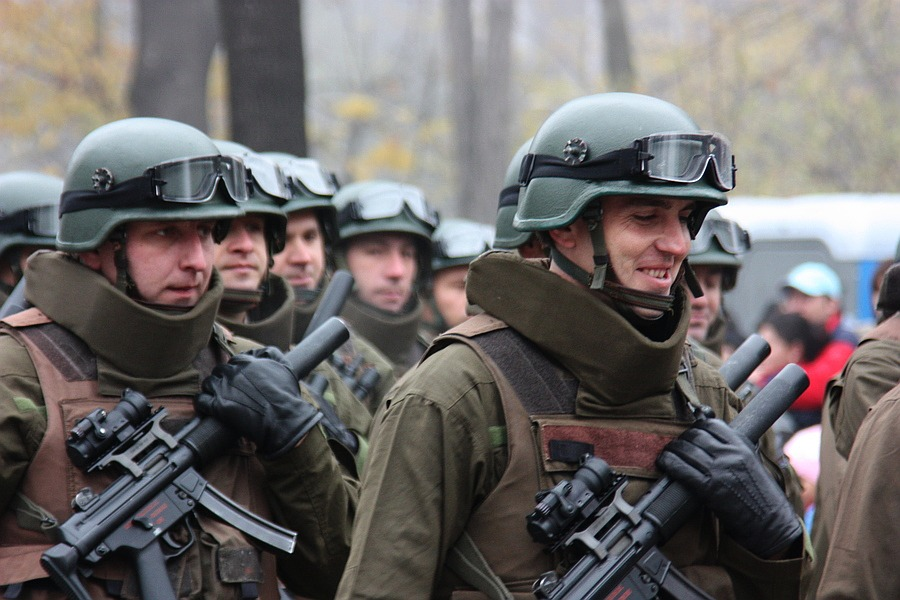
Soldats romanesos equipats amb MP5SD
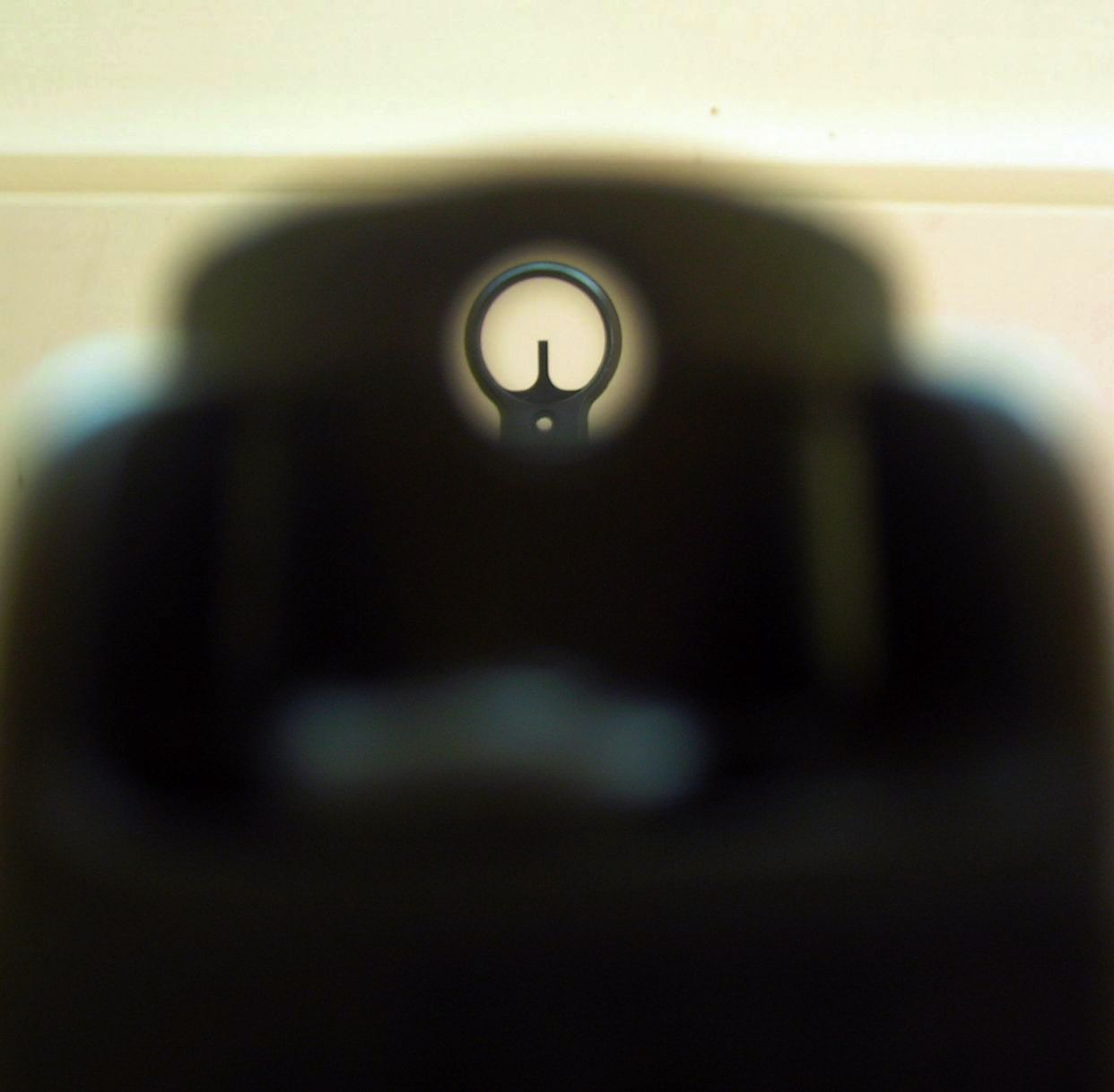
Visió del punt de mira metàl·lic d'un MP5